# جمعية البحوث الطبية (المملكة المتحدة)

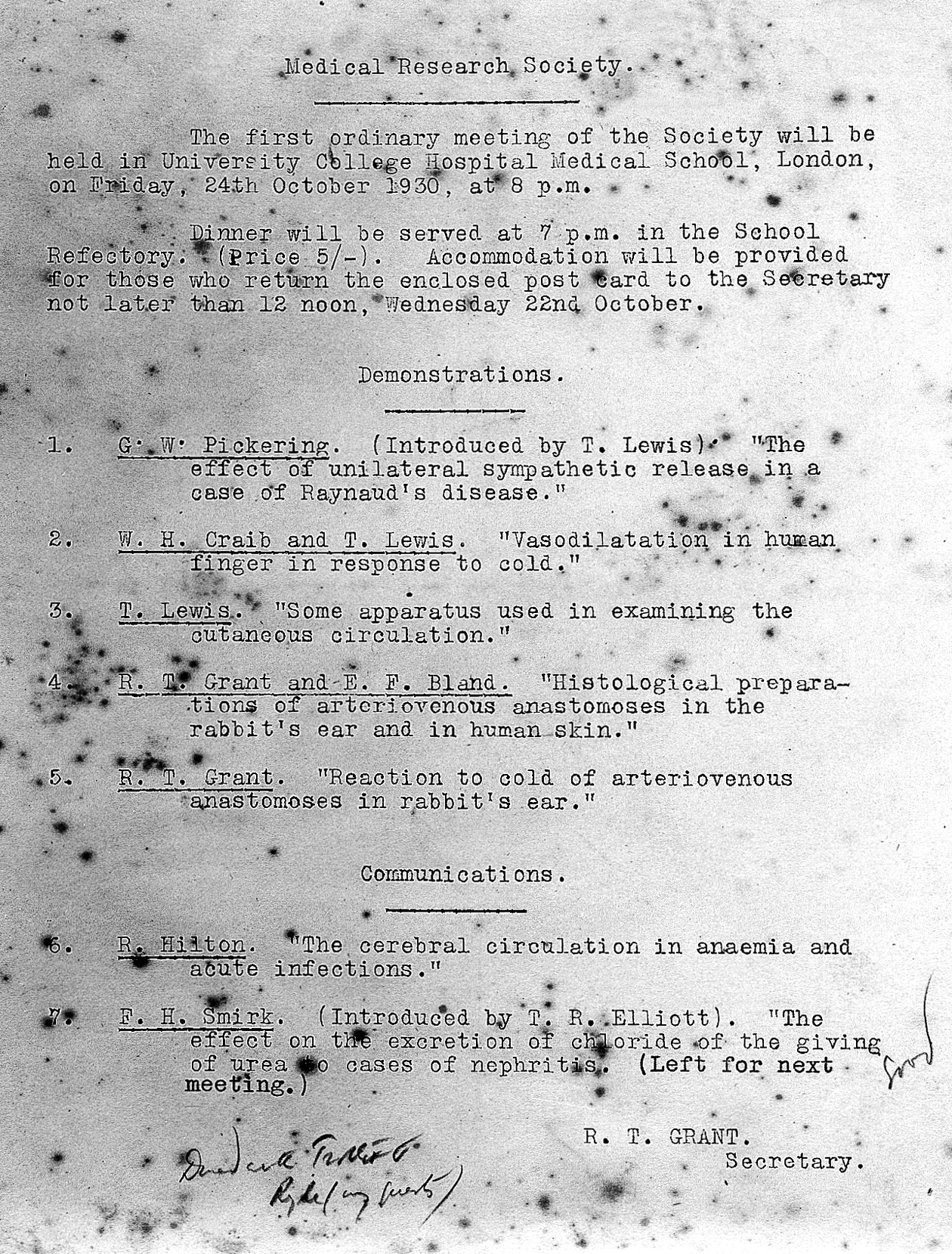
محضر من الاجتماع الأول لجمعية البحوث الطبية، 24 أكتوبر 1930.

تأسست جمعية البحوث الطبية (بالإنجليزية: Medical Research Society)‏ على يد السير توماس لويس في عام 1930، وكان الهدف من تأسيسها هو تعزيز المعرفة عن أسباب وعمليات الأمراض، من خلال الدراسات السريرية أو التجريبية ذات الصلة بالإنسان. نشرت الجمعية مجلة العلوم السريرية من عام 1945 حتى عام 1961، ثم نشرتها بالاشتراك مع جمعية الكيمياء الحيوية حتى عام 2003. استمرت الجمعية في عقد اجتماعات بحثية منتظمة حتى أكتوبر 2011 عندما اندمجت مع أكاديمية العلوم الطبية [الإنجليزية]. تمنح أكاديمية العلوم الطبية الآن جائزة جمعية البحوث الطبية السنوية لمرحلة ما قبل الدكتوراه (أطباء السنة التأسيسية والزملاء الأكاديميين السريريين) وطلاب الدكتوراه.

## تاريخ الجمعية
تشكلت الجميعة في أعقاب تقرير صادر عن لجنة فرعية تابعة لمجلس البحوث الطبية في المملكة المتحدة حول "السياسة المستقبلية لتعزيز البحث السريري". كتب التقرير لويس، وتوماس رينتون إليوت [الإنجليزية]، والمقالة العربية الناقصة [الإنجليزية]، وجون بارسونز. عقد الاجتماع الأول للجمعية في 24 أكتوبر في مستشفى الكلية الجامعية. عند تشكيلها، كانت الجمعية تضم 18 عضوًا عاديًا وعضوين فخريين، أرشيبالد جارود، وجون سكوت هالدين. العرض الأول في الاجتماع الأول كان حول "تأثير التحرر السِمبثاوي أحادي الجانب في حالة مرض رينود" لجورج بيكرينغ [الإنجليزية].